# Bredabus 5001
Il Bredabus 5001 è un autobus interurbano prodotto dal 1990 al 1994.

## Progetto
Il modello vede la luce alla fine degli anni '80, dopo lo scioglimento del consorzio Inbus (sulle ceneri del quale era nata la Bredabus). Per restare attivi sul mercato degli autobus interurbani, dopo l'esperienza dell'Inbus I330, a partire dal 1990 venne messo in produzione il nuovo Bredabus 5001.
Pur essendo costruito sullo stesso telaio (Siccar 166) e adottando gli stessi motori (FIAT) del predecessore, il nuovo 5001 si distingue per una carrozzeria di nuova concezione, elegante e raffinata, firmata (come per gli urbani 2001 e i filobus 4001) dal noto studio Pininfarina.

## Tecnica
A differenza del predecessore, il Bredabus 5001 è stato prodotto anche nelle taglie da 9 e 10 metri, adottando in questi casi il più piccolo telaio Siccar 161. Come già accennato, la base meccanica è la stessa del predecessore: motori FIAT da 300 e 350 cavalli, abbinati ad un cambio manuale a 6 o 8 marce. Le versioni più corte, invece, adottavano lo stesso propulsore da 240 cavalli (che equipaggiava anche l'Iveco 370S.10.24 Turbo).
Esattamente come per il predecessore, la rigidezza eccessiva del telaio, abbinata alla scarsa qualità degli assemblaggi, procurò una cattiva fama a questo modello, determinandone nella maggior parte un accantonamento precoce.

## Versioni
Ecco un riepilogo delle versioni prodotte:

### Bredabus 5001.9
- Lunghezza: 9 metri
- Allestimento: Interurbano/Granturismo
- Motore: FIAT 8220.22 da 9572 cm³, 260 CV, 6 cilindri in linea, sovralimentato
- Telaio: Siccar 161

### Bredabus 5001.10
- Lunghezza: 9 metri
- Allestimento: Interurbano/Granturismo
- Motore: FIAT 8220.22 da 9572 cm³, 260 CV, 6 cilindri in linea, sovralimentato
- Telaio: Siccar 161

### Bredabus 5001.12
- Lunghezza: 12 metri
- Allestimento: Interurbano/Granturismo
- Motore: FIAT 8210.22 da 13978 cm³, 300 CV, 6 cilindri in linea, sovralimentato
- Motore: FIAT 8280.02 da 17174 cm³, 350 CV, 8 cilindri a V, aspirato
- Telaio: Siccar 166

## Diffusione
Il Bredabus 5001, all'epoca della vendita, ebbe uno scarso successo dovuto soprattutto ai problemi derivati dalla rigidezza delle sospensioni e del telaio. Quantitativi discreti hanno prestato servizio per COTRAL Roma e SITA Sud, oltre che in varie aziende di dimensioni minori.
Ad oggi la totalità degli esemplari risulta alienata dal servizio.